# ФК Брејдаблик
ФК Брејдаблик (исл. Breiðablik UBK) је исландски фудбалски клуб из Коупавогира. Tакмичи се у Првој лиги Исланда.
Боја клуба је зелена и бела. Играју на стадиону Kópavogsvöllur у Коупавогиру, капацитета 5.000 гледалаца.

## Име
Име Брејдаблик потиче из Нордијске митологије, по месту где је био дом митског јунака Балдера.

## Историја
Клуб је основан 1911. године. Једном су били прваци у Првој лиги Исланда и једном су освојили Куп Исланда. 
Освајањем купа 2009. успели су да први пут играју у неком од европских такмичења. Играли су у Лиги Европе 2010/11. и испали у другиом колу квалификација од Мадервела. Освојеним првим местом у Првој лиги Исланда 2010. године, клуб ће се први пут у својој историји такмичити у квалификацијама за Лигу шампиона. Противник у 2. колу квалификација за Лигу шампиона је Розенборг.

## Трофеји
Прва лига Исланда
- Првак (3): 2010, 2022, 2024.

Куп Исланда
- Првак (1): 2009.

Лига куп Исланда
- Првак (3): 2013, 2015, 2024.

Суперкуп Исланда
- Првак (1): 2023.

## Учешће у европским такмичењима
| Сезона   | Такмичење     | Ниво        | Држава   | Клуб      | Домаћин | Гост | Резултат | УЕФА поени |
| -------- | ------------- | ----------- | -------- | --------- | ------- | ---- | -------- | ---------- |
| 2010/11. | Лига Европе   | 2. коло кв. | Шкотска  | Мадервел  | 0:1     | 0:1  | 0:2      | 0,0        |
| 2011/12. | Лига шампиона | 2. коло кв  | Норвешка | Розенборг |         | 0:5  |          |            |

Укупни УЕФА коефицијент је 0,0